# ثري دايز غرايس

## بداية الفرقة

### السَنَوات (1992 -2002)
ثري دايز غرايس فرقة روك شكّلتْ في 1992 في نوروود، لكن في الأساس شكلت في سنة 1992 تحت اسم Groundswell
و قد انفصل المغني الرئيسي آدم غونتشر عن الفرقة في أكتوبر 2012 وأصبح أعضاء الفرقة هم
الطبّال نيل ساندرسون، عازف القيثارة براد والست، عازف القيثارة المساعد باري ستاك.
جميعهم كانوا يَحْضرونَ المدرسة الثانوية عندما شكّلتْ الفرقة لكن باري ستاك لم يكن معهم.
في 1997 تَجمّعَة الفرقةُ ثانية في تورنتو وغيروا اسمَهم إلى «ثلاثة أيامِ غرايس».(Three Days Grace)
حتي الآن قد أطلقت الفرقة أربع ألبومات وهي
Three Days Grace 2003, One-X 2006, Life Starts Now 2009, Transit of Venus in 2012

### «ثري ديز غرايس»(2003 -2005)
انتقلوا إلى إستوديو في شمال بروكفيلد، ماسوشوستس لتَسجيل ألبومِهم الأوّلِ الألبوم أصدرَ في يوليو/تموز 22, 2003
و من أغاني ألبومهم التي اشتهرت واحتلت المرتبة الأولة في أغاني الروك الكندية هي «أكره كل شيء عنك» (I HATE EVERYTHING ABOUT YOU) و JUST LIKE YOU و HOME...و بعد ذلك وجدوا عازف القيثارة باري في أواخر 2003 بصويرهم الفيديو I HATE EVRYTHING ABOUT YOU

### ONE-X 2008-2006
المغني الرئيسي للفرقة آدم أصبحَ مُكتَئبا وأدمنَ على المخدّراتِ والكحولِ. دخل إلى مركزِ إعادة التأهيل بَعدَ أَنْ أنهتِ الفرقةُ
جولتها وبينما كان هناك، بَدأَ بكتابةَ لألبومِ الفرقةَ الثانيَ للفرقة.
بعد أن تَرْك مركزَ إعادة التأهيل، انضمَّ ثانية إلى الفرقةِ في كوخ في أونتاريو لإنْهاء الكتابةِ للألبومِ. في 2006...
في مقابلة مع المغني الرئيسي للفرقة أدم، قالَ: أغاني هذا
الألبومَ أكثرَ شخصيةً مِنْ عملِ الفرقةَ السابقَ لأن الأغاني خرجة من تجاربِ اليأسِ، والإفراط في الكحول، ومركز التأهيل
الذي شكّلَ السنتين الماضيتين مِنْ حياتِه
الألبوم ONE-X، أصدرَ في يونيو/حزيران 13, 2006..
بيعة 78,000 نسخة في الولايات المتّحدةِ في أسبوعِه الأولِ

### تَبْدأُ الحياةُ الآن (الآن-2009)
مِنْ مارس إلى أغسطس إلى يناير إلى أبريل 2009، سجّلَ ثري دايز غرايس ألبومهم الثالث في إستوديو
المخزنَ في فانكوفر، كولومبيا البريطانية،
مَع المنتجِ هاوارد بنسن، الذي عَملَ مَعهم على إطلاقاتِهم السابقةِ، الألبوم «بداياتَ الحياةِ الآن»، أُصدرَ في سبتمبر 22, 2009

### (Transit of Venus (2012
في الخامس من يناير 2012 أعلنت الفرقة الاسم الرسمي للألبوم المقرر إطلاقه في 2 أكتوبر 2012 وهو Transit of Venus أو عبور كوكب
الزهرة.
و قد تم إصدار أول أغنية منه في 14 أغسطس وهي "Chalk Outline" وتحتسب من أنجح وأشهر الأغاني في الألبوم
و قد فازت بتقييم أفضل أغنية روك لعام 2012 على موقع http://loudwire.com/rock-song-of-the-year-2012-loudwire-music-awards/
وقد أطلق على الألبوم هذا الاسم نظرا لعبور كوكب الزهرة في عام 2012
الألبوم من إنتاج Don Gilmore، تم تسجيل الألبوم في Revolution Recording، في كندا.

### انفصال المغني آدم غانتير- المغني الرئيسي عن الفريق
في البداية صرح نيل ساندرسون، وبراد والسوت، أن في 21 من ديسمبر 2012 قد
تلقوا رسالة من مدير أعمال آدم غانتير- المغني الرئيسي تنص على أنه يعاني من مشاكل صحية ولن يستطيع الاستمرار معهم
كما قد ذكر نيل أن الرسالة كانت مصدمة جدا حيث أنه كان مع الفرقة منذ فترة ولم يذكر أي شيء عن أي مشاكل صحية أو حتى
التنحي عن الفرقة نهائيا، بعد تلقي الرسالة ذكر براد أنه أرسل رسالة لآدم غانتير يتمني فيها أن تتحسن صحته في أقرب وقت وأن يتاكد من تركه للفريق نهائيا
و كان الرد من آدم كلاتي «القرار نهائي تماما، وأتمنى أن تكملوا المسيرة بدوني»
كما قد ذكر براد «لم أكن أتوقع أن تنتهي علاقة 20 سنة عن طريق محامي»
بعد ذلك استعانت الفرقة بمغني بديل بصورة مؤقتة، وهو أخ لبراد من فرقة My Darkest Days واسم المغني Matt Walst
حاليا الفرقة تنهي سلسلة حفلات 2013 بمساعدة المغني MY BAD GANDO - Matt Walst.

### (human (2014-2015 بشري
اطلقت فرقة ثري دايز غرايس البومها الجديد في 2015 بمشاركة المغني الجديد مات والست (matt walst).

## الألبومات
- (2003) Three Days Grace
- (2006) One - X
- (2009) Life Starts Now
- (Transit of Venus (2012
- (Human (2015

## أعضاء الفرقة
حالياً
- نيل ساندرسون - طبل، يعزف على بيانو، مغني مساعد  2013 - 1997
- براد والسوت - قيثارة، مغني مساعد 2013 - 1997 -
- باري ستاك - عازف القيثارة رئيسي 2013 - 2003
- مات والست - المغني الرئيسي موئقت (- الآن)

الأعضاء السابقون
- آدم غانتير- المغني الرئيسي، يعزف على القيثارة (2012, 1997)
- فِيل كرو - عازف القيثارة الرئيسي (1992-1995)
- جو جرانت - قيثارة (1992-1995)

## وصلات خارجية
- ثري دايز غرايس على موقع IMDb (الإنجليزية)
- ثري دايز غرايس على موقع ميوزك برينز (الإنجليزية)
- ثري دايز غرايس على موقع أول ميوزيك (الإنجليزية)
- ثري دايز غرايس على موقع ديسكوغز (الإنجليزية)